# Sara Serraiocco
Sara Serraiocco (Pescara, 13 de agosto de 1990) es una actriz italiana de cine, teatro y televisión.

## Carrera
Nacida en Pescara, Serraiocco empezó a interesarse por las artes escénicas desde su infancia. En 2010 se trasladó a Roma para ingresar en el Centro Experimental de Cine. Tras aparecer en un episodio de la serie de televisión R.I.S. Roma, Serraiocco realizó su debut cinematográfico en 2013 como protagonista del largometraje Salvo, exhibida en el Festival de Cannes ese mismo año. Un año después protagonizó la serie de televisión Francesco.
En 2016 fue escogida por Marco Danieli para protagonizar su película La ragazza del mondo. Tras registrar apariciones en otros largometrajes como L'accabadora y Brutti e cattivi, logró reconocimiento internacional en 2019 al protagonizar la película policíaca Los despiadados, dirigida por Renato de Maria y estrenada en abril en la plataforma Netflix.

## Filmografía

### Cine
- Salvo, de Fabio Grassadonia y Antonio Piazza (2013)
- Cloro, de Lamberto Sanfelice (2015)
- La ragazza del mondo, de Marco Danieli (2016)
- Non è un paese per giovani, de Giovanni Veronesi (2017)
- L'accabadora, de Enrico Pau (2017)
- Brutti e cattivi, de Cosimo Gomez (2017)
- In viaggio con Adele, de Alessandro Capitani (2018)
- Los despiadados, de Renato De Maria (2019)
- El primer dia de mi vida, de Paolo Genovese (2023)
- Vermiglio, de Maura Delpero (2024)

### Televisión
- Francesco (2014)
- Counterpart (2017)
- Counterpart 2 (2018)